# Gilles Arnaudiès
Gilles Arnaudiès (Perpinyà, Rosselló, 15 de juliol de 1990) és un jugador de rugbi a 15 nord-català que juga de tercera línia com a ala i com a centre al si del Ceret Esportiu. Després d'estar un temps a l'escola de rugbi de Ceret es va integrar a l'USAP en la categoria cadet i al pol de formació de Besiers.

## Carrera
- Ceret Esportiu
- Perpignan Espoir (capità)
- RC Narbonne
- Ceret Esportiu

## Seleccions
- França U 18
- França U 19
- Pol França 2008/2009